# Панагия Гирокомитисса
Панаги́я Гирокоми́тисса(греч. Παναγίας της Γηροκομίτισσας или Монастырь Панагии Гирокомитиссы греч. Η Ιερά Μονή Παναγίας της Γηροκομίτισσας) — мужской монастырь Патрской митрополии, расположенный в Гирокомио, в пригороде Патр, в Греции.

## История
Основан в X веке в районе дома для престарелых (существует версия, что основателями дома престарелых были сами монахи). Монастырь был построен на руинах древнего языческого храма богини Артемиды о чём свидетельствует вмонтированная в северную часть монастырской ограды капитель ионического ордера дохристианской эпохи.
Монастырский собор посвящен святому Артемию Антиохийскому, который обрёл мощи святого Андрея Первозванного.
В 1204 году, когда Патры были захвачены франками, монахи были изгнаны из обители.
В период турецкой окупации Греции монастырь являлся резиденций патрских митрополитов.
13 апреля 1770 года в Великую Пятницу монастырь сожжён турко-албанцами, а также пострадал 3 апреля 1821 года в Вербное Воскресение во время Пелопоннесского восстания.
Значимое событие произошло у стен монастыря 2 марта 1822 года, когда восставшие под руководством Теодороса Колокотрониса одержали победу в Битве при доме престарелых, проходившей у стен обители.
В 1943 году монахи были изгнаны из монастыря и нашли приют в монастыре святого Николая Бала, куда перенесли чудотворную икону Богоматери и мощи святых.